# Sithon maneia
Sithon maneia är en fjärilsart som beskrevs av William Chapman Hewitson 1863. Sithon maneia ingår i släktet Sithon och familjen juvelvingar. Inga underarter finns listade i Catalogue of Life.